# Cserge család
Cserge család egy Verebély széki egyházi nemesi család.
A cserge közszó lópokróc értelemben ismert elsősorban a székelyeknél (balkáni eredetű), de feltételezhetően korai török eredetű jövevényszó. Már legalább a 14. században felbukkant. Családnévként is több helyen előfordult.
Nagysarlóska nemesi község képviseletében Cserge András bíróként szerepelt 1591-ben. 1664-ben Lapásgyarmaton Lőrinc és Gergely szerepel a török adóösszeírásban.
1700-ban egy nemespanni tanúkihallgatás során a körülbelül 25 éves Cserge István szerepelt mint tanú. 1720-ban egy tanúkihallgatásban említik, hogy Pallya Sándor fia Péter Érsekújvárott lelőtte Cserge Pétert. Tanúként Cserge András is szerepelt. 1732-ben Bogyó István fia András a nyitrai káptalan előtt örökössen bevallotta, hogy atyja és Cserge András anyja néhai Bogyó Ilona, illetve Bogyó Jánosné Nemespannon az Alsó Osztályra kapott Kollonich Lipót érsek féle új adományban (1699) osztályos atyafiak voltak, s segítettek, de az adományba csak Istvánt írták be, ezért az adományozott birtok harmad részét Cserge András és férfiágon lévő örökösei bírhassák. 1747-ben Cserge András és hugának Cserge Katalinnak Czibula István fia (és lánya Czibula Erzsébet nevében is) megosztoztak Bogyó Ilonától (Csergék anyja) származott nemespanni örökségükön. 1764-ben Czibula István e részét Bogyó Ferencre íratta.
1755-ben Csáky Miklós esztergomi érsektől többekkel Cserge András is kapott adományt nemespanni birtokrészeire, akkoron az 50-es éveiben járhatott. 1755-ben vizsgálták a Bogyó, Pallya és Cserge rokonságot. 1763-ban Cserge András egyezséget kötött leánytestvére Katalin gyermekeivel Prazinka Mártonnal, Macskalik Teréziával és Maskalin Istvánnal. 1784-ben Nemespannon az Alsó Osztályban volt a család birtokos.
1792-ben Nemespannon Cserge Pétert és fiát Ferencet, illetve Jánost és fiát András igazolták a Nyitra vármegyei nemesi összeírásban. 1809-ben ugyanott igazolták a 25 éves Cserge Andrást, és özv. Szabó Andrásné Cserge Máriát fiával együtt. Cserge András 1831-ben és 1832-ben Nemespann hadnagya volt. 1844-ben ugyanott Cserghe Andrást és Flórist igazolták. 1847-ben Nemespannon Cserge András és fia János nemességét igazolták, utóbbiét Behinczen, illetve Cserge Flóris egyházi személy nemességét, aki Bécsben tartózkodott.

## Neves családtagok
- Csergeő Flóris (1823-1879) katolikus pap, nyelvész, költő.